# Мичиевич, Чамила
Чамила Мичиевич (хорв. Ćamila Mičijević; род. 8 сентября 1994, Хайденхайм-ан-дер-Бренц, Германия) — боснийская и хорватская гандболистка, левая полусредняя французского клуба «Мец» и национальной сборной Хорватии. Бронзовый призёр чемпионата Европы 2020 года.

## Биография
Мичиевич родилась в Германии в семье беженцев из Боснии и Герцеговины. После окончания войны вернулась в Мостар, где проживала до 15 лет и выступала за местные гандбольные команды «Локомотива» и «Катарина». Девушку заметил тренер Эдо Шмит пригласил в Риеку в «Замет», в котором она провела следующие пять лет. С 2016 по 2020 годы играла в венгерском «Дунауйвароши Кохас», после чего перешла в один из гранд европейского гандбола — французский «Мец».
Выступить за сборную родной для себя Боснии и Герцеговины у Мичиевич не было возможности, так как к моменту её первого вызова в хорватскую сборную такой команды просто не существовало. В составе «шашечных» спортсменка приняла участие в трёх чемпионатах Европы (2014, 2016, 2020), в 2020 году завоевав бронзовые медали первенства.